# Glossogobius
A Glossogobius a csontos halak (Osteichthyes) főosztályának a sugarasúszójú halak (Actinopterygii) osztályába, ezen belül a sügéralakúak (Perciformes) rendjébe, a gébfélék (Gobiidae) családjába és a Gobiinae alcsaládjába tartozó nem.

## Rendszerezés
A nembe az alábbi 28 faj tartozik:
- Glossogobius ankaranensis Banister, 1994
- Glossogobius aureus Akihito & Meguro, 1975
- Glossogobius bellendenensis Hoese & Allen, 2009
- Glossogobius bicirrhosus (Weber, 1894)
- Glossogobius brunnoides (Nichols, 1951)
- Glossogobius bulmeri Whitley, 1959
- Glossogobius callidus (Smith, 1937)
- Glossogobius celebius (Valenciennes, 1837)
- Glossogobius circumspectus (Macleay, 1883)
- Glossogobius clitellus Hoese & Allen, 2011
- Glossogobius coatesi Hoese & Allen, 1990
- Glossogobius concavifrons (Ramsay & Ogilby, 1886)
- Glossogobius flavipinnis (Aurich, 1938)
- Glossogobius giuris (Hamilton, 1822)
- Glossogobius hoesei Allen & Boeseman, 1982
- Glossogobius illimis Hoese & Allen, 2011
- Glossogobius intermedius Aurich, 1938
- Glossogobius kokius (Valenciennes, 1837)
- Glossogobius koragensis Herre, 1935
- Glossogobius matanensis (Weber, 1913)
- Glossogobius minutus Greevarghese & John, 1983
- Glossogobius munroi Hoese & Allen, 2011
- Glossogobius muscorum Hoese & Allen, 2009
- Glossogobius obscuripinnis (Peters, 1868)
- Glossogobius olivaceus (Temminck & Schlegel, 1845)
- Glossogobius robertsi Hoese & Allen, 2009
- Glossogobius sparsipapillus Akihito & Meguro, 1976
- Glossogobius torrentis Hoese & Allen, 1990

## Megjelenés[1]
A feje lapos, az alsó állkapcsa kinyúlik. Hátúszói kis foltokkal vannak tarkítva. Medenceúszói csuklósak, de csak az elülső részről csatlakoznak a testhez. 
Teste barnássárga, oldalain 5-6 lekerekített folt található. 
Sós vízben sokkal nagyobbra nő, mint édesvízben.

## Elterjedése
Főleg édesvízben és torkolatokban található. Csatornákban, árkokban és tavakban is előfordul.